# Atomo geonio
Un atomo geonio è un falso "atomo" creato in una trappola magnetica di Penning. Una trappola di Penning è una combinazione di un campo magnetico omogeneo e di un potenziale elettrostatico di quadrupolo. Una singola particella carica può essere intrappolata per un tempo indefinito in una trappola di Penning. Una piccola nube di particelle cariche in una tale trappola è come un atomo che abbia molti elettroni, con la differenza che il ruolo del nucleo atomico è giocato da un campo esterno regolabile nella trappola. 
L'esperimento del geonio fu effettuato da P. Ekstrom e D. Wineland, dal 1980 in poi, all'Università di Washington.
L'esperimento cerca di confinare un solo elettrone per un lungo periodo in uno spazio limitato. L'elettrone viene intrappolato nello spazio tra elettrodi a forma di paraboloidi in cui agisce inoltre un campo magnetico uniforme. L'intera apparecchiatura, che ha un diametro di circa 4 cm, è immersa in elio liquido e sistemata nel nucleo di un magnete superconduttore. L'elettrone intrappolato è appoggiato, con l'apparecchiatura che lo contiene, sulla Terra, che costituisce, quindi, il nucleo intorno a cui gira l'elettrone intrappolato.
Dunque, nel caso più semplice, il sistema è costituito da un solo elettrone o un solo ione nella trappola. Questo è analogo all'atomo di idrogeno. Le proprietà di questa singola particella legata, come ad esempio i livelli di energia, il fattore G e il raggio dell'elettrone, possono essere misurati e calcolati con una precisione molto alta.
Hans Dehmelt dell'Università di Washington creò il primo atomo di geonio nel 1973, intrappolando quasi permanentemente un elettrone. Nel 1989 insieme a Wolfgang Paul dell'Università di Bonn ricevette il Premio Nobel per la fisica per il loro lavoro sull'isolamento dei singoli elettroni e ioni e avere effettuato su di essi misurazioni precise.